# The Phantom Buccaneer
The Phantom Buccaneer è un film muto del 1916 diretto da J. Charles Haydon. Adattamento cinematografico del romanzo avventuroso Another Man's Shoes di Victor Bridges pubblicato a New York nel 1913, il film è interpretato da Richard Travers nel doppio ruolo di Stuart Northcote e di Jack Burton e da Gertrude Glover in quello di Mercia Solano.

## Trama
A Londra, Jack Burton accetta di fingersi Stuart Northcote, un avventuriero al quale assomiglia molto e che cerca, in questo modo, di liberarsi di una banda di sudamericani che lo vuole uccidere per vendicare la morte del presidente Solano. Jack viene catturato ma Mercia, la figlia di Solano, si innamora di lui. Scoprendo lo scambio di identità, la ragazza aiuta il falso Northcote ad eliminare gli appartenenti alla banda. Costoro, per rivalsa, prima la accusano di doppio gioco, poi, scoperto anche loro il trucco del sosia, uccidono il vero Northcote, facendo ricadere la colpa dell'omicidio su Jack e Mercia. I due saranno salvati solo dalla confessione di uno degli assassini che, prima di essere impiccato, li scagiona. I due giovani, così, non solo potranno sposarsi, ma entreranno anche in possesso della considerevole fortuna di Northcote che ha lasciato tutti i suoi beni a Jack.

## Produzione
Il film fu prodotto dalla Essanay Film Manufacturing Company.

## Distribuzione
Il copyright del film, richiesto dalla Essanay Film Mfg. Co., fu registrato il 13 dicembre 1916 con il numero LP9736.
Distribuito dalla K-E-S-E Service, il film uscì nelle sale cinematografiche statunitensi il 18 dicembre 1916.